# Яшкады
 Яшкады    — горный хребет на Южном Урале. Находится на территории  Архангельского и Гафурийского районов РБ.
Хребет Яшкады Улутау  Башкирского (Южного) Урала протянулся по меридиану  от устья реки М.Кургаш  до широтного отрезка течения реки Зилим в Архангельском и Гафурийском районах РБ.
Длина – 24 км, ширина – 4 км. Максимальная высота – 591 (гора Акбиик).  Имеется 7 вершин высотой от 323 до 591 м.
Хребет Улутау сложен породами ашинской свиты венда (гравелиты, песчаники), такатинской свиты (алевролиты, кварцевые песчаники) и терригенно-карбонатными отложениями фаменского яруса, франского яруса и породами нижнего карбона (аргиллиты, известняки, песчаники)
Дает начало рекам  рекам – притокам рек  Инзер и Зилим.
Ландшафты  - берёзовые, лиственничные леса, горные степи на серых лесных горных почвах.